# Леонард Петрашак
Леона́рд Юзеф Пєтраша́к (пол. Leonard Józef Pietraszak; 6 листопада 1936, Бидгощ — 1 лютого 2023) — польський актор.
Відомість Леонарду Петрашаку принесла його гра у фільмах «Ва-банк» та «Ва-банк-2», де він зіграв банкіра Крамера. Також має декілька визначних ролей у польських телесеріалах.

## Біографія
Навчався на хімічному факультеті в Університеті Миколи Коперника (Торунь). На театральній сцені дебютував 19 листопада 1959 року. Через півроку закінчив навчання в Державній вищій акторській школі в Лодзі. Грав у театрах Познані та Кракова. З 1977 року є актором театру «Атенеум» (Ateneum) та співпрацює з Театром «Сирена».
Кавалер Офіцерського Хреста Ордена Відродження Польщі (2002 р.).
Леонард Петрашак — чоловік польської акторки Ванди Маєрівни.
Помер 1 лютого 2023 року.

## Вибрана фільмографія
- 1968: Ставка більша за життя / Stawka większa niż życie (телесеріал)
- 1973: Чорні хмари / Czarne chmury (телесеріал)  — Криштоф Довґірд
- 1974: 40-latek (телесеріал)
- 1976: Далеко від шосе / Daleko od szosy (телесеріал)
- 1980: Кар'єра Никодима Дизми (телесеріал) / Kariera Nikodema Dyzmy — полковник Вацлав Вареда
- 1981: Ва-банк (фільм) / Vabank — Крамер
- 1983: Дантон: / Danton — Карно
- 1984: Ва-банк 2/ Vabank II czyli riposta — Крамер
- 1985: Хроніка любовних випадків / Kronika wypadków miłosnych
- 1987: Кінгсайз/ Kingsajz
- 1987: Бермудзький трикутник / Trójkąt Bermudzki
- 1998: Золото дезертирів / Złoto dezerterów
- 2008: 39 з половиною / 39 i pół